# Morris Point
Der Morris Point ist eine Landspitze im Süden von Bird Island vor dem westlichen Ende Südgeorgiens. Sie liegt 800 m östlich des Pearson Point.
Das UK Antarctic Place-Names Committee benannte sie 1977. Namensgeber ist Roger Oliver Morris (1932–2020) von der Royal Navy, hydrographischer Offizier an Bord der HMS Owen bei der Vermessung der Stewart Strait und angrenzender Gebiete zwischen 1960 und 1961.